# Zwillingssee

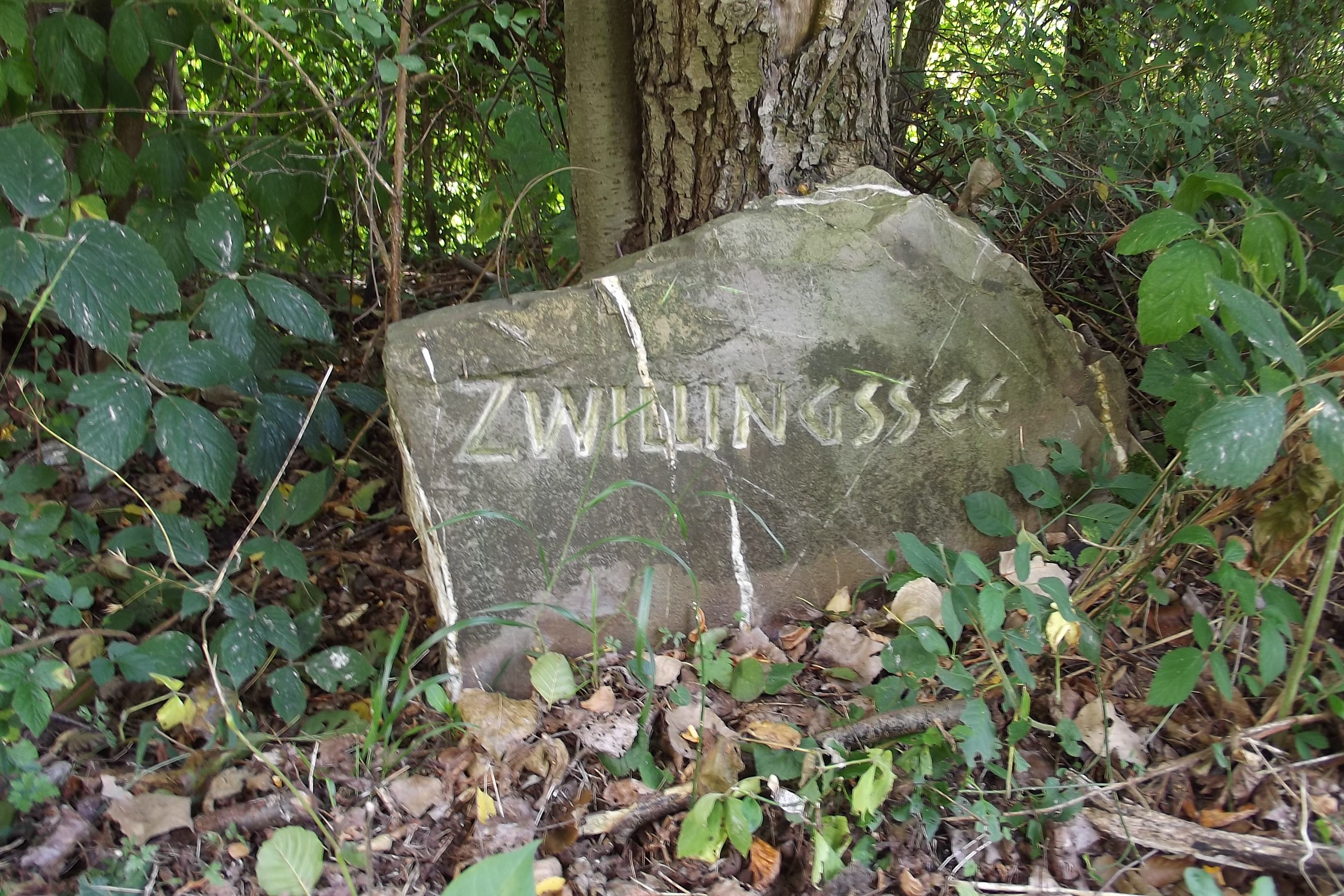
Der Namensstein am Zwillingssee

Der Zwillingssee liegt im Gemeindegebiet der Stadt Brühl (Rheinland) in Nordrhein-Westfalen und ist Teil der Villeseen. Er ist heute als Naturschutzgebiet ausgewiesen.

## Lage und Beschreibung
Der Zwillingssee ist mit einer Wasserfläche von 1,5 Hektar ein kleinerer See der Ville-Seen. Er befindet sich ca. 2,5 km südöstlich von Liblar zwischen dem Donatussee im Nordwesten, dem Villenhofer Maar im Nordosten und dem Silbersee im Südwesten. Er besteht aus drei Teilseen und ist im Westen über einen Kanal mit einem kleinen Teich verbunden, über den zum Donatussee der Abfluss verläuft. Den Zufluss erhält der Zwillingssee aus Grundwasser.
Der östliche Teilbereich ist sehr flach und größtenteils verlandet, während die beiden anderen Teile mit Ausnahme von den Stirnseiten sehr steil abfallende Uferabschnitte besitzen.
Als Teil der Villeseen gehört auch der Zwillingssee zum Naturpark Rheinland.

## Entstehung und Geschichte
Wie fast alle Villeseen entstand auch der Zwillingssee mit dem Ende des Braunkohletagebaus. Er entstand im Jahr 1955 und ist damit einer der jüngsten Seen der Seenplatte. Seit 1972 sind die Seen als Landschaftsschutzgebiet ausgewiesen. Bis Anfang der 1990er Jahre wurde der westliche Teilsee zur Fischerei genutzt, während die beiden anderen Abschnitte bereits als Ruhezone ausgewiesen waren. Die errichteten Angelstellen wurden zudem als Lager- und Badestellen genutzt.
Nachdem die Angelplätze zurückgebaut und der Fischbestand reguliert wurde, wurde der See 1990 zum Naturschutzgebiet erklärt.